# Hister leopoldi
Hister leopoldi är en skalbaggsart som beskrevs av Desbordes 1929. Hister leopoldi ingår i släktet Hister och familjen stumpbaggar. Inga underarter finns listade i Catalogue of Life.